# 达尔滨湖
达尔滨湖也作塔尔滨湖、松叶湖，是一个位于中国内蒙古自治区兴安盟阿尔山市天池镇境内的湖泊，湖面海拔1294米，湖长3.4千米，最大宽1.3千米，平均宽3.5千米，湖深约10米，为淡水湖，主要依靠河水和降雨补给。湖水向西北方向注入哈拉哈河。达尔滨为蒙古语，意为“波浪”。达尔滨湖是由火山喷发的熔岩流在流动过程中堵塞哈拉哈河支流形成的火山堰塞湖，是阿尔山境内最大的湖泊。
达尔滨湖属于蒙新高原区。